# Monte Wuteve
Il Monte Wuteve è una montagna alta 1.440 metri che si trova in Liberia. È anche conosciuto tra le tribù Loma con il nome di monte Wologizi.

## Geografia
La montagna viene generalmente compresa tra le catene montuose dell'Africa occidentale e gli altopiani della Guinea. Rappresenta il punto più elevato del territorio Liberiano. Secondo rilievi satellitari della Shuttle Radar Topography Mission l'effettiva altezza della montagna è risultata di 1.440 metri e non di 1.380 metri come precedentemente creduto.